# Southend-on-Sea
Southend-on-Sea (/ˌsaʊθˈɛnd-siː/ⓘ) es una autoridad unitaria y ciudad en el condado ceremonial de Essex, Inglaterra. Distrito con categoría de municipio y comprende las poblaciones de Chalkwell, Eastwood, Leigh-on-Sea, North Shoebury, Prittlewell, Shoeburyness, Southchurch, Thorpe Bay y Westcliff-on-Sea. Está situado en la zona del Thames Gateway, del lado norte del estuario del Támesis, 64 km al este del centro de Londres. Está rodeado por el norte por Rochford y por el oeste por Castle Point. En Southend se encuentra el muelle más largo del mundo, conocido como Southend Pier. Por población, es la 36.ª ciudad del Reino Unido, con 164.300 habitantes censados.